# فهرست گل‌های ملی تیری آنری

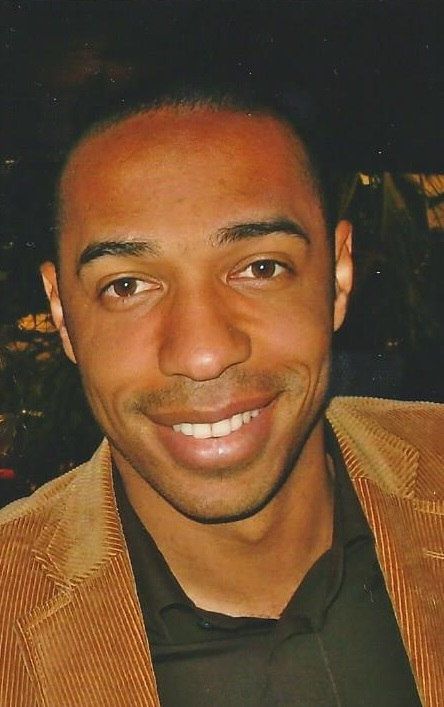
تیری آنری در ۱۲۳ بازی که برای تیم ملی فوتبال فرانسه انجام داد، موفق به زدن ۵۱ گل شد.

تیری آنری بازیکن بازنشستهٔ تیم ملی فوتبال فرانسه است که در دوران حرفه‌ای بین‌المللی خود ۱۲۳ بازی انجام داده و ۵۱ بار توپ را وارد دروازهٔ حریفان کرده‌است. او نخستین بازی ملی خود را در اکتبر ۱۹۹۷ در برابر تیم ملی فوتبال آفریقای جنوبی انجام داد که با پیروزی ۲ بر ۱ تیم کشورش همراه بود؛ نخستین گل بین‌المللی او نیز در برابر همین تیم، در جام جهانی فوتبال ۱۹۹۸ زده شد. در اکتبر ۲۰۱۵، او به بهترین گلزن و دومین بازیکن از نظر شمار حضور در تیم ملی فوتبال فرانسه تبدیل شد.
آنری با دو گلی که در اکتبر ۲۰۰۷ به تیم ملی فوتبال لیتوانی زد، شمار گل‌های خود را به ۴۳ رساند و از میشل پلاتینی، صدرنشین پیشین جدول گلزنان تیم ملی فوتبال فرانسه گذر کرد. پنجاه و یکمین و آخرین گل آنری برای تیم ملی فوتبال کشورش، در برابر تیم ملی فوتبال اتریش در اکتبر سال ۲۰۰۹ به ثمر رسید. او در ژوئیهٔ ۲۰۱۰ پس از ۱۳ سال از فوتبال ملی خداحافظی کرد و بازی آخرش را به عنوان یار تعویضی، در برابر تیم ملی فوتبال آفریقای جنوبی به میدان رفت.
آنری هرگز در تیم ملی فوتبال فرانسه موفق به انجام هت تریک نشد. هرچند که او در هفت مسابقه توانست دو گل بزند. او بیشتر از هر تیمی در برابر تیم ملی فوتبال مالت گلزنی کرده‌است و ۴ گل در ۲ دیدار متوالی مرحلهٔ مقدماتی جام ملت‌های اروپا ۲۰۰۴ به این تیم زد. آنری بیش از نیمی از گل‌های خود را در مسابقات خانگی زده‌است. از ۵۱ گلی که او به ثمر رسانده، ۳۱ گل در فرانسه و از این ۳۱ گل، ۲۰ تای آن در ورزشگاه استاد دو فرانس زده شده‌اند.
۱۶ گل آنری در مسابقات دوستانه به ثمر رسیده‌اند. ۴ گلی که آنری در جام کنفدراسیون‌ها ۲۰۰۳ زد، او را به بهترین گلزن این رقابت‌ها تبدیل کرد و منجر به انتخاب وی به عنوان بهترین بازیکن این رقابت‌ها نیز شد. او در مقدماتی‌های جام ملت‌های اروپا ۱۲ گل زد که ۶ گل آن در مرحلهٔ مقدماتی جام ملت‌های اروپا ۲۰۰۴ زده شد؛ جایی که به همراه چند بازیکن دیگر در جایگاه سوم گلزنان، پایین‌تر از اِرمین شیلیاک با ۹ گل و رائول با ۷ گل قرار گرفت.

## فهرست گل‌های بین‌المللی
"گل زده" نتیجهٔ مسابقه را پس از گل آنری نمایش می‌دهد. گل‌های تیم ملی فوتبال فرانسه در سمت راست آمده‌اند.
| گل | تاریخ           | محل                                         | بازی | حریف          | گل زده | نتیجه | گونهٔ رقابت‌ها                        | منبع   |
| -- | --------------- | ------------------------------------------- | ---- | ------------- | ------ | ----- | ----------------------------------- | ------ |
| ۱  | ۱۲ ژوئن ۱۹۹۸    | ورزشگاه ولودروم، مارسی، فرانسه              | ۴    | آفریقای جنوبی | ۳–۰    | ۳–۰   | جام جهانی فوتبال ۱۹۹۸               | [ ۶ ]  |
| ۲  | ۱۸ ژوئن ۱۹۹۸    | ورزشگاه استاد دو فرانس، سن دنی، فرانسه      | ۵    | عربستان سعودی | ۱–۰    | ۴–۰   | جام جهانی فوتبال ۱۹۹۸               | [ ۷ ]  |
| ۳  | ۱۸ ژوئن ۱۹۹۸    | ورزشگاه استاد دو فرانس، سن دنی، فرانسه      | ۵    | عربستان سعودی | ۳–۰    | ۴–۰   | جام جهانی فوتبال ۱۹۹۸               | [ ۷ ]  |
| ۴  | ۲۹ مارس ۲۰۰۰    | ورزشگاه همپدن پارک، گلاسگو، اسکاتلند        | ۱۲   | اسکاتلند      | ۱–۰    | ۲–۰   | دوستانه                             | [ ۸ ]  |
| ۵  | ۶ ژوئن ۲۰۰۰     | ورزشگاه محمد پنجم، کازابلانکا، مراکش        | ۱۶   | مراکش         | ۱–۰    | ۵–۱   | دوستانه                             | [ ۹ ]  |
| ۶  | ۱۱ ژوئن ۲۰۰۰    | ورزشگاه یان برایدل، بروخه، بلژیک            | ۱۷   | دانمارک       | ۲–۰    | ۳–۰   | جام ملت‌های اروپا ۲۰۰۰               | [ ۱۰ ] |
| ۷  | ۱۶ ژوئن ۲۰۰۰    | ورزشگاه یان برایدل، بروخه، بلژیک            | ۱۸   | چک            | ۱–۰    | ۲–۱   | جام ملت‌های اروپا ۲۰۰۰               | [ ۱۱ ] |
| ۸  | ۲۸ ژوئن ۲۰۰۰    | ورزشگاه کینگ بودوئن، بروکسل، بلژیک          | ۲۰   | پرتغال        | ۱–۱    | ۲–۱   | جام ملت‌های اروپا ۲۰۰۰               | [ ۱۲ ] |
| ۹  | ۲۴ مارس ۲۰۰۱    | ورزشگاه استاد دو فرانس، سن دنی، فرانسه      | ۲۷   | ژاپن          | ۲–۰    | ۵–۰   | دوستانه                             | [ ۱۳ ] |
| ۱۰ | ۲۵ آوریل ۲۰۰۱   | ورزشگاه استاد دو فرانس، سن دنی، فرانسه      | ۲۹   | پرتغال        | ۳–۰    | ۴–۰   | دوستانه                             | [ ۱۴ ] |
| ۱۱ | ۶ اکتبر ۲۰۰۱    | ورزشگاه استاد دو فرانس، سن دنی، فرانسه      | ۳۲   | الجزایر       | ۳–۰    | ۴–۱   | دوستانه                             | [ ۱۵ ] |
| ۱۲ | ۲۷ مارس ۲۰۰۲    | ورزشگاه استاد دو فرانس، سن دنی، فرانسه      | ۳۴   | اسکاتلند      | ۳–۰    | ۵–۰   | دوستانه                             | [ ۱۶ ] |
| ۱۳ | ۱۶ اکتبر ۲۰۰۲   | ورزشگاه ملی تاکالی، تاکالی، مالت            | ۴۱   | مالت          | ۱–۰    | ۴–۰   | مرحله مقدماتی جام ملت‌های اروپا ۲۰۰۴ | [ ۱۷ ] |
| ۱۴ | ۱۶ اکتبر ۲۰۰۲   | ورزشگاه ملی تاکالی، تاکالی، مالت            | ۴۱   | مالت          | ۲–۰    | ۴–۰   | مرحله مقدماتی جام ملت‌های اروپا ۲۰۰۴ | [ ۱۷ ] |
| ۱۵ | ۲۹ مارس ۲۰۰۳    | ورزشگاه بولارت دللیس، لانس، فرانسه          | ۴۴   | مالت          | ۲–۰    | ۶–۰   | مرحله مقدماتی جام ملت‌های اروپا ۲۰۰۴ | [ ۱۸ ] |
| ۱۶ | ۲۹ مارس ۲۰۰۳    | ورزشگاه بولارت دللیس، لانس، فرانسه          | ۴۴   | مالت          | ۳–۰    | ۶–۰   | مرحله مقدماتی جام ملت‌های اروپا ۲۰۰۴ | [ ۱۸ ] |
| ۱۷ | ۳۰ آوریل ۲۰۰۳   | ورزشگاه استاد دو فرانس، سن دنی، فرانسه      | ۴۶   | مصر           | ۱–۰    | ۵–۰   | دوستانه                             | [ ۱۹ ] |
| ۱۸ | ۳۰ آوریل ۲۰۰۳   | ورزشگاه استاد دو فرانس، سن دنی، فرانسه      | ۴۶   | مصر           | ۲–۰    | ۵–۰   | دوستانه                             | [ ۱۹ ] |
| ۱۹ | ۱۸ ژوئن ۲۰۰۳    | ورزشگاه ژرلان، لیون، فرانسه                 | ۴۷   | کلمبیا        | ۱–۰    | ۱–۰   | جام کنفدراسیون‌ها ۲۰۰۳               | [ ۲۰ ] |
| ۲۰ | ۲۲ ژوئن ۲۰۰۳    | ورزشگاه استاد دو فرانس، سن دنی، فرانسه      | ۴۹   | نیوزیلند      | ۲–۰    | ۵–۰   | جام کنفدراسیون‌ها ۲۰۰۳               | [ ۲۱ ] |
| ۲۱ | ۲۶ ژوئن ۲۰۰۳    | ورزشگاه استاد دو فرانس، سن دنی، فرانسه      | ۵۰   | ترکیه         | ۱–۰    | ۳–۲   | جام کنفدراسیون‌ها ۲۰۰۳               | [ ۲۲ ] |
| ۲۲ | ۲۹ ژوئن ۲۰۰۳    | ورزشگاه استاد دو فرانس، سن دنی، فرانسه      | ۵۱   | کامرون        | ۱–۰    | ۱–۰   | جام کنفدراسیون‌ها ۲۰۰۳               | [ ۲۳ ] |
| ۲۳ | ۶ سپتامبر ۲۰۰۳  | ورزشگاه استاد دو فرانس، سن دنی، فرانسه      | ۵۳   | قبرس          | ۴–۰    | ۵–۰   | مرحله مقدماتی جام ملت‌های اروپا ۲۰۰۴ | [ ۲۴ ] |
| ۲۴ | ۱۱ اکتبر ۲۰۰۳   | ورزشگاه استاد دو فرانس، سن دنی، فرانسه      | ۵۵   | اسرائیل       | ۱–۰    | ۳–۰   | مرحله مقدماتی جام ملت‌های اروپا ۲۰۰۴ | [ ۲۵ ] |
| ۲۵ | ۱۵ نوامبر ۲۰۰۳  | ورزشگاه فلتینس آرنا، گلزنکیرشن، آلمان       | ۵۶   | آلمان         | ۱–۰    | ۳–۰   | دوستانه                             | [ ۲۶ ] |
| ۲۶ | ۲۱ ژوئن ۲۰۰۴    | ورزشگاه سیداد ده کویمبرا، کویمبرا، پرتغال   | ۶۲   | سوئیس         | ۲–۱    | ۳–۱   | جام ملت‌های اروپا ۲۰۰۴               | [ ۲۷ ] |
| ۲۷ | ۲۱ ژوئن ۲۰۰۴    | ورزشگاه سیداد ده کویمبرا، کویمبرا، پرتغال   | ۶۲   | سوئیس         | ۳–۱    | ۳–۱   | جام ملت‌های اروپا ۲۰۰۴               | [ ۲۷ ] |
| ۲۸ | ۱۳ اکتبر ۲۰۰۴   | ورزشگاه جی‌اس‌پی، نیکوزیا، قبرس               | ۶۸   | قبرس          | ۲–۰    | ۲–۰   | مرحله مقدماتی جام جهانی فوتبال ۲۰۰۶ | [ ۲۸ ] |
| ۲۹ | ۱۷ اوت ۲۰۰۵     | ورزشگاه استاد دو لا موسون، مون‌پلیه، فرانسه  | ۷۱   | ساحل عاج      | ۳–۰    | ۳–۰   | دوستانه                             | [ ۲۹ ] |
| ۳۰ | ۷ سپتامبر ۲۰۰۵  | ورزشگاه لنزداون رود، دوبلین، ایرلند         | ۷۳   | جمهوری ایرلند | ۱–۰    | ۱–۰   | مرحله مقدماتی جام جهانی فوتبال ۲۰۰۶ | [ ۳۰ ] |
| ۳۱ | ۹ نوامبر ۲۰۰۵   | ورزشگاه پیر آلیکر، فور-دو-فرانس، فرانسه     | ۷۴   | کاستاریکا     | ۳–۲    | ۳–۲   | دوستانه                             | [ ۳۱ ] |
| ۳۲ | ۳۱ مه ۲۰۰۶      | ورزشگاه بولارت دللیس، لانس، فرانسه          | ۷۷   | دانمارک       | ۱–۰    | ۲–۰   | دوستانه                             | [ ۳۲ ] |
| ۳۳ | ۷ ژوئن ۲۰۰۶     | ورزشگاه جئوفروی گویچارد، سن-اتین، فرانسه    | ۷۸   | چین           | ۳–۱    | ۳–۱   | دوستانه                             | [ ۳۳ ] |
| ۳۴ | ۱۸ ژوئن ۲۰۰۶    | ورزشگاه ردبول آرنا، لایپزیگ، آلمان          | ۸۰   | کرهٔ جنوبی     | ۱–۰    | ۱–۱   | جام جهانی فوتبال ۲۰۰۶               | [ ۳۴ ] |
| ۳۵ | ۲۳ ژوئن ۲۰۰۶    | ورزشگاه راین انرژی، کلن، آلمان              | ۸۱   | توگو          | ۲–۰    | ۲–۰   | جام جهانی فوتبال ۲۰۰۶               | [ ۳۵ ] |
| ۳۶ | ۱ ژوئیه ۲۰۰۶    | ورزشگاه کومرتسبانک آرنا، فرانکفورت، آلمان   | ۸۳   | برزیل         | ۱–۰    | ۱–۰   | جام جهانی فوتبال ۲۰۰۶               | [ ۳۶ ] |
| ۳۷ | ۶ سپتامبر ۲۰۰۶  | ورزشگاه استاد دو فرانس، سن دنی، فرانسه      | ۸۸   | ایتالیا       | ۲–۰    | ۳–۱   | مرحله مقدماتی جام ملت‌های اروپا ۲۰۰۸ | [ ۳۷ ] |
| ۳۸ | ۱۱ اکتبر ۲۰۰۶   | ورزشگاه آگوست بونال، مونتبلیر، فرانسه       | ۹۰   | جزایر فارو    | ۲–۰    | ۵–۰   | مرحله مقدماتی جام ملت‌های اروپا ۲۰۰۸ | [ ۳۸ ] |
| ۳۹ | ۱۵ نوامبر ۲۰۰۶  | ورزشگاه استاد دو فرانس، سن دنی، فرانسه      | ۹۱   | یونان         | ۱–۰    | ۱–۰   | دوستانه                             | [ ۳۹ ] |
| ۴۰ | ۲۲ اوت ۲۰۰۷     | ورزشگاه آنتونا مالاتینسکهو، ترناوا، اسلواکی | ۹۳   | اسلواکی       | ۱–۰    | ۱–۰   | دوستانه                             | [ ۴۰ ] |
| ۴۱ | ۱۳ اکتبر ۲۰۰۷   | ورزشگاه تورسفولر، توشهاون، جزایر فارو       | ۹۵   | جزایر فارو    | ۲–۰    | ۶–۰   | مرحله مقدماتی جام ملت‌های اروپا ۲۰۰۸ | [ ۴۱ ] |
| ۴۲ | ۱۷ اکتبر ۲۰۰۷   | ورزشگاه استاد دو لا بوژوار، نانت، فرانسه    | ۹۶   | لیتوانی       | ۱–۰    | ۲–۰   | مرحله مقدماتی جام ملت‌های اروپا ۲۰۰۸ | [ ۴۲ ] |
| ۴۳ | ۱۷ اکتبر ۲۰۰۷   | ورزشگاه استاد دو لا بوژوار، نانت، فرانسه    | ۹۶   | لیتوانی       | ۲–۰    | ۲–۰   | مرحله مقدماتی جام ملت‌های اروپا ۲۰۰۸ | [ ۴۲ ] |
| ۴۴ | ۲۱ نوامبر ۲۰۰۷  | ورزشگاه المپیسکی، کی‌یف، اوکراین             | ۹۷   | اوکراین       | ۱–۱    | ۲–۲   | مرحله مقدماتی جام ملت‌های اروپا ۲۰۰۸ | [ ۴۳ ] |
| ۴۵ | ۱۳ ژوئن ۲۰۰۸    | ورزشگاه سوئیس، برن، سوئیس                   | ۱۰۱  | هلند          | ۱–۲    | ۱–۴   | جام ملت‌های اروپا ۲۰۰۸               | [ ۴۴ ] |
| ۴۶ | ۱۰ سپتامبر ۲۰۰۸ | ورزشگاه استاد دو فرانس، سن دنی، فرانسه      | ۱۰۵  | صربستان       | ۱–۰    | ۲–۱   | مرحله مقدماتی جام جهانی فوتبال ۲۰۱۰ | [ ۴۵ ] |
| ۴۷ | ۱۴ اکتبر ۲۰۰۸   | ورزشگاه استاد دو فرانس، سن دنی، فرانسه      | ۱۰۷  | تونس          | ۱–۱    | ۳–۱   | دوستانه                             | [ ۴۶ ] |
| ۴۸ | ۱۴ اکتبر ۲۰۰۸   | ورزشگاه استاد دو فرانس، سن دنی، فرانسه      | ۱۰۷  | تونس          | ۲–۱    | ۳–۱   | دوستانه                             | [ ۴۶ ] |
| ۴۹ | ۵ سپتامبر ۲۰۰۹  | ورزشگاه استاد دو فرانس، سن دنی، فرانسه      | ۱۱۲  | رومانی        | ۱–۰    | ۱–۱   | مرحله مقدماتی جام جهانی فوتبال ۲۰۱۰ | [ ۴۷ ] |
| ۵۰ | ۹ سپتامبر ۲۰۰۹  | ورزشگاه ستاره سرخ، بلگراد، صربستان          | ۱۱۳  | صربستان       | ۱–۱    | ۱–۱   | مرحله مقدماتی جام جهانی فوتبال ۲۰۱۰ | [ ۴۸ ] |
| ۵۱ | ۱۴ اکتبر ۲۰۰۹   | ورزشگاه استاد دو فرانس، سن دنی، فرانسه      | ۱۱۵  | اتریش         | ۲–۰    | ۳–۱   | مرحله مقدماتی جام جهانی فوتبال ۲۰۱۰ | [ ۴۹ ] |

## آمار

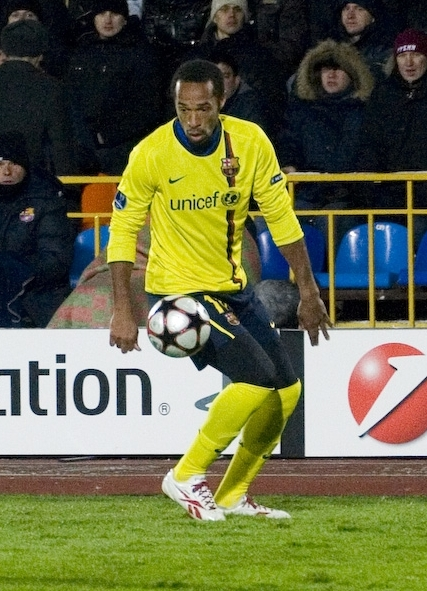
آنری در حال بازی برای تیم فوتبال بارسلونا

| سال  | بازی | گل |
| ---- | ---- | -- |
| ۱۹۹۷ | ۱    | ۰  |
| ۱۹۹۸ | ۱۰   | ۳  |
| ۱۹۹۹ | ۰    | ۰  |
| ۲۰۰۰ | ۱۴   | ۵  |
| ۲۰۰۱ | ۷    | ۳  |
| ۲۰۰۲ | ۱۰   | ۳  |
| ۲۰۰۳ | ۱۴   | ۱۱ |
| ۲۰۰۴ | ۱۳   | ۳  |
| ۲۰۰۵ | ۶    | ۳  |
| ۲۰۰۶ | ۱۶   | ۸  |
| ۲۰۰۷ | ۶    | ۵  |
| ۲۰۰۸ | ۱۱   | ۴  |
| ۲۰۰۹ | ۹    | ۳  |
| ۲۰۱۰ | ۶    | ۰  |
| کل   | ۱۲۳  | ۵۱ |

| گونهٔ رقابت‌ها             | گل |
| ------------------------ | -- |
| مقدماتی جام ملت‌های اروپا | ۱۲ |
| دوستانه                  | ۱۷ |
| جام ملت‌های اروپا         | ۶  |
| مقدماتی جام جهانی فوتبال | ۶  |
| جام جهانی فوتبال         | ۶  |
| جام کنفدراسیون‌ها         | ۴  |
| کل                       | ۵۱ |